# Societas Rosicruciana in Anglia
A Societas Rosicruciana in Anglia (Angliai Rózsakeresztes Társaság) az egyike a legrégebbi és legstabilabb örökösödési vonallal bíró új rózsakeresztes csoportoknak. Alapításának időpontja 1860–1865 körülire datálható, az alapító atya pedig a szabadkőműves Robert Wentworth Little (1840–1878) volt. Azt állította, hogy személyes hozzáférése volt néhány rózsakeresztes dokumentumhoz, amelyek az autentikusnak tekintett agusti örökösödési vonal rendjéből származott. Jóllehet a rendnek rózsakeresztes megjelenése volt, de mégis az SRIA normái egyfajta alternatív szabadkőművességnek feleltek meg.

## Elterjedése és ágai
Egyik fontos tagja volt Kenneth Mackenzie (1833–1886), aki segített Little-nek felfuttatni a társaságot. Mackenzie állítólag kapcsolatba állt Apponyi gróffal az Osztrák–Magyar Monarchiában, és állítólag tőle kapott számos információt a rózsakeresztességet illetően. Hosszú időn át a legbiztosabb rózsakeresztes forrásnak bizonyult a Societas Rosicruciana in Scotia (Skóciai Rózsakeresztes Társaság), amely azonban fokozatosan alvó állapotba vonult a múlt században. Számos híres okkultista tagja volt az SRIA-nak a 19 században, mint: John Yarker, P. B. Randolph, A. E. Waite, E. Bulwer-Lytton, dr. W. W. Westcott, Éliphas Lévi, Theodor Reuss, Frederick Hockley (1809–1885), William Carpenter (1797–1874) és még sokan mások. Az SRIA eredetileg egy tanulócsoportnak indult, nem voltak semmilyen rituáléi. A rend lassan külföldön is kezdett elterjedni, így született egy testülete Kanadában, amely az angol joghatóság alatt működött, és amely a Societas Rosicruciana in Canadiensis (Kanadai Rózsakeresztes Társaság) néven működött. Hasonlóképpen Pennsylvaniában is létrejött egy szervezet 1879-ben, amely a Societas Rosicruciana in America nevet vette fel, és USA-beli ágának számított a rendnek. Kicsivel később a híres szabadkőműves Albert Pike tagja lett a kanadai rendnek, és jelezte, hogy tudomása van arról, hogy fut egy ága a rendnek az USA-ban is, arról viszont nem volt tudomás, hogy ez az angliai rendből származott volna. Tehát két eltérő ág futott az USA-ban, így az egymással szemben álló érdekek miatt az egyik fokozatosan alvó állapotba vonult, míg a másik még mai napig is létezik SRICF – Societas Rosicruciana in Civitatibus Foederatis néven. Az SRIA központja jelenleg is Angliában van, és csak Mester szintű szabadkőműveseknek tárja ki a kapuit. (A harmadik fokozat a kék szabadkőművességben.)